# Pol Galofre
Pol Galofre Molero (Barcelona, 1987) es un activista trans y feminista catalán. Es técnico de sonido, graduado en cine y audiovisuales en la ESCAC y especializado en artes visuales y cine documental, profesor en el Máster Género y Comunicación de la Universidad Autónoma de Barcelona y dinamizador de espacios culturales con la voluntad de romper la dictadura de género.

## Activismo
Desde 2005 participa activamente en la lucha trans y feminista en el ámbito barcelonés, coordinando proyectos como Cultura Trans (impulsado por otros activistas como Miquel Missé) o Espai Trans, como formador sobre diversidad sexual y de género con perspectiva interseccional, como dinamizador en el Centro LGTBI de Barcelona o como docente en la UAB y el Espai DebuT, entre otros.
Junto con Brigitte Vasallo, en 2015 realizó el proyecto "TransRaval" sobre gentrificación, homonacionalismo e Islam queer, que se materializó en el Centro de Artes Santa Mónica en forma de debates, charlas y proyecciones cinematográficas. Con Bel Olid realizó el proyecto "Ser libre", que fue uno de los ganadores en el festival Ingràvid de 2015 y que también fue expuesto en el Centro de Artes Santa Mònica.

## Vida privada
En junio del 2020, Bel Olid, quien ya tenía dos hijos de una relación anterior y con quien Galofre se había casado el año anterior, anunció en su cuenta de Twitter que Pol estaba encinto con la frase «¡Mi marido está embarazado!». En una entrevista con el diario Ara en la que habló sobre su estado y sobre los derechos reproductivos de las personas trans explicó que, como padre gestante y hombre trans, la relación con el sistema público de salud era una experiencia positiva. También contó con el apoyo del servicio Trànsit de atención a las personas trans, programa fundado por Rosa Almirall que, a su vez, fue su ginecóloga; el no haberse cambiado la mención de sexo en el DNI hizo que, a diferencia de otros hombres trans como el madrileño Rubén Castro, no tuviera problemas al ser derivado a ginecología.
El anuncio de su paternidad coincidió con el debate del gobierno español sobre una ley trans que garantizase la autodeterminación de género, y que finalmente fue aprobada en junio de 2022. Tanto Pol como Bel se mostraron decididos a criar a su descendencia de manera neutra, evitando imponerle expectativas de género. En una entrevista de 2021 habló abiertamente sobre el proceso de embarazo, los cambios físicos que experimentó durante éste, el postparto y la lactancia en público y sobre el rol de padre. Explicó que a los 18 años decidió hacerse una reducción mamaria y no una mastectomía porque tenía claro que en el futuro quería embarazarse y lactar y que, para no reproducir roles y estructuras patriarcales, criaban a la criatura de manera no binaria, tanto utilizando el lenguaje no binario como evitando la imposición de la feminidad o la masculinidad obligatorias.

## Obras
En el ámbito audiovisual, ha realizado el cortometraje documental Feines per gent valenta (2015), para el Ayuntamiento de Barcelona, y colectivamente el cortometraje Les coses que importen (2016), premiado en el festival Dona'm cine. Como diseñador de sonido ha trabajado en el documental EnFemme, dirigido por la antropóloga Alba Barbé i Serra, sobre la comunidad de cross-dressers en Barcelona. Ha participado también en Serás hombre, dirigido por Isabel de Ocampo, un documental que retrata la sociedad machista actual y que reflexiona sobre éste y la violencia contra las mujeres.
También ha escrito artículos en medios como Pikara Magazine o Idem y ha coescrito libros de ensayo y uno de literatura infantil:
- Políticas Trans: Una antología de textos desde los estudios trans norteamericanos. Barcelona/Madrid. Editorial Egales, 2016. ( Miquel Missé)[20]
- "Prótesis", a Barbarismos queer y otras esdrújulas. Barcelona. Edicions Bellaterra, 2017[21]
- Les aventures extrabombàstiques de la Frederica Bladuliqui (i els perversos ximplumstimflins). Barcelona. Animallibres, 2020. (Con Bel Olid e ilustraciones de Màriam Ben-Arab)[22][23]
- "Pasar, ¡qué complicado!", a TRANS*exualidades. Acompañamiento, factores de salud y recursos educativos. Edicions Bellaterra. (R./Lucas Platero i altres autors)[24]
- (h)amor6 trans. Continta me tienes, 2021. (R./Lucas Platero i altres autors)[25][26]